# علاءالدین سالم
علاءالدین سالم (انگلیسی: Aladdin Sane) ششمین آلبوم استودیویی دیوید بویی موسیقی‌دان انگلیسی است که در ۱۳ آوریل ۱۹۷۳ از طریق آرسی‌ای رکوردز منتشر شد. این آلبوم دنبالهٔ آلبوم موفق او ظهور و سقوط زیگی استارداست و عنکبوت‌ها از مریخ (۱۹۷۲) است و نخستین آلبومی بود که بویی بعد از آن نوشت و در موقعیت شهرتش منتشر کرد.